# Aghmohammad Salagh
Aghmohammad Salagh (Aqqala, 23 de agosto de 1980) é um voleibolista de praia iraniano. medalhista de ouro na edição do Campeonato Asiático de Vôlei de Praia de 2011 e semifinalista na edição de 2012.

## Carreira
Em 2010 formou dupla com Parviz Farrokhi para competir no na etapa Challenger do Circuito Mundial realizado em Chennai, ocasião que finalizaram na quinta colocação, e juntamente com este jogador disputou a edição do Campeonato Asiático de Vôlei de Praia de 2011 realizado em Haikou obtendo a medalha de ouro e semifinalista na edição de 2012 em Haikou, terminando na quarta posição e a nona posição na edição do ano de 2014 em Jinjiang.
Com a mesma parceria disputou o Circuito Asiático de Vôlei de Praia de 2014 terminou na sétima posição no Aberto de Songkhla e o quinto posto Khanom. No Circuito Mundial de 2016 finalizaram na trigésima terceira posição no Aberto de Kish.
Em 2017 competiu ao lado de Abolhamed Mirzaali pelo Circuito Mundial no Aberto de Kish, quando encerraram na décima sétima colocação, também alcançaram tal posto na edição do Aberto de Osaka pelo Circuito Asiático de Vôlei de Praia de 2017 e no Aberto de Palembang.
Com Abolhamed Mirzaali disputou o Circuito Mundial de 2019 alcançando a vigésima quinta posição no Aberto de Kish, etapa válida pelo torneio categoria tres estrelas e o quinto lugar no Aberto de Omã, categoria uma estrela. No início da temporada do Circuito Mundial de 2018, iniciado em 2018, passou a competir ao lado de Abbas Pourasgari na conquista da medalha de bronze no Aberto de Bandar Torkaman, categoria uma estrela.

## Títulos e resultados
- Torneio 1* de Bandar Torkaman do Circuito Mundial de Vôlei de Praia (2019)[13]
- Campeonato Asiático (2014)[3]